# Josh Harrellson
Josh Douglas Harrellson (St. Charles, 12 febbraio 1989) è un cestista statunitense naturalizzato giapponese.

## Carriera
È stato selezionato dai New Orleans Hornets al secondo giro del Draft NBA 2011 (45ª scelta assoluta).

## Statistiche

### College
| Anno      | Squadra           | PG | PT | MP   | TC%  | 3P%  | TL%  | RP  | AP  | PRP | SP  | PP  |
| --------- | ----------------- | -- | -- | ---- | ---- | ---- | ---- | --- | --- | --- | --- | --- |
| 2008-2009 | Kentucky Wildcats | 34 | 2  | 9,3  | 44,7 | 33,3 | 72,2 | 2,5 | 0,3 | 0,3 | 0,6 | 3,6 |
| 2009-2010 | Kentucky Wildcats | 22 | 0  | 4,0  | 46,2 | 50,0 | 100  | 1,2 | 0,0 | 0,1 | 0,3 | 1,3 |
| 2010-2011 | Kentucky Wildcats | 38 | 38 | 28,5 | 61,1 | 20,0 | 58,9 | 8,7 | 0,8 | 0,9 | 1,5 | 7,6 |
| Carriera  | Carriera          | 94 | 40 | 15,8 | 54,9 | 31,0 | 64,9 | 4,7 | 0,4 | 0,5 | 0,9 | 4,7 |

### NBA

#### Regular Season
| Anno      | Squadra         | PG | PT | MP   | TC%  | 3P%  | TL%  | RP  | AP  | PRP | SP  | PP  |
| --------- | --------------- | -- | -- | ---- | ---- | ---- | ---- | --- | --- | --- | --- | --- |
| 2011-2012 | N.Y. Knicks     | 37 | 4  | 14,6 | 42,3 | 33,9 | 61,5 | 3,9 | 0,3 | 0,6 | 0,5 | 4,4 |
| 2012-2013 | Miami Heat      | 6  | 0  | 5,2  | 44,4 | 20,0 | 50,0 | 1,2 | 0,0 | 0,2 | 0,2 | 1,7 |
| 2013-2014 | Detroit Pistons | 32 | 0  | 9,9  | 46,3 | 38,7 | 71,4 | 2,4 | 0,5 | 0,2 | 0,5 | 2,9 |
| Carriera  | Carriera        | 75 | 4  | 11,8 | 43,8 | 34,7 | 62,9 | 3,0 | 0,3 | 0,4 | 0,5 | 3,5 |

#### Playoffs
| Anno     | Squadra     | PG | PT | MP  | TC%  | 3P% | TL% | RP  | AP  | PRP | SP  | PP  |
| -------- | ----------- | -- | -- | --- | ---- | --- | --- | --- | --- | --- | --- | --- |
| 2012     | N.Y. Knicks | 4  | 0  | 6,3 | 44,4 | 0,0 | 100 | 2,0 | 0,0 | 0,0 | 0,0 | 2,5 |
| Carriera | Carriera    | 4  | 0  | 6,3 | 44,4 | 0,0 | 100 | 2,0 | 0,0 | 0,0 | 0,0 | 2,5 |